# غريغ باتون
غريغ باتون (بالإنجليزية: Greg Patton)‏ هو لاعب كرة مضرب أمريكي، ولد في 1 سبتمبر 1952.